# Maymena sbordonii
Maymena sbordonii är en spindelart som beskrevs av Brignoli 1974. Maymena sbordonii ingår i släktet Maymena och familjen Mysmenidae. Inga underarter finns listade i Catalogue of Life.